# Agency (Iowa)
Agency – miasto w Stanach Zjednoczonych, w stanie Iowa, w hrabstwie Wapello.

## Demografia
W 2010 liczyło 638 mieszkańców. W 2023 liczba mieszkańców spadła do 614 osób, a gęstość zaludnienia poniżej 410 osób/km².